# Demócratas (Brasil)
Demócratas (en portugués: Democratas, DEM) fue un partido político brasileño de centroderecha que se fusionó con el Partido Social Liberal para fundar Unión Brasil en 2021. Fue fundado en 1985 bajo el nombre de Partido del Frente Liberal (Partido da Frente Liberal, PFL) como una escisión del extinto Partido Democrático Social (PDS), sucesor de la Alianza Renovadora Nacional (ARENA), el partido oficial durante la dictadura militar de 1964-1985. Cambió a su último nombre en 2007. El nombre original reflejaba el apoyo del partido a las políticas de libre mercado. en lugar de la identificación con partidos liberales internacionales. En cambio, el partido se afilió a la Internacional Demócrata de Centro y a la Unión Internacional Demócrata.

## Historia
El partido es heredero de las facciones liberales de la Alianza Renovadora Nacional (ARENA), denominación política que apoyó a la dictadura militar de 1964 y de la Unión Democrática Nacional (UDN - fuerza política de la década de 1950). El partido surge de una diferencia entre el PDS (ex ARENA), como Partido del Frente Liberal en 1985, para apoyar la candidatura de Tancredo Neves, del PMDB, contra el candidato oficial Paulo Maluf en la elección presidencial.
El 8 de febrero de 2007 el comité nacional del Partido del Frente Liberal anunció que el partido cambió su nombre a Partido Demócrata, adoptando finalmente el nombre de Demócratas.
Fue parte de la coalición de gobierno de los expresidentes José Sarney, Fernando Collor, Itamar Franco, Fernando Henrique Cardoso y Michel Temer. Fue uno de los dos principales partidos de la oposición a los gobiernos de Luiz Inácio Lula da Silva y Dilma Rousseff, ambos del Partido de los Trabajadores (el otro fue el Partido de la Social Democracia Brasileña). Actualmente apoya al gobierno de Jair Bolsonaro. Con el correr de los años ha ido perdiendo representación popular.[cita requerida]
En octubre de 2021, el partido anunció su fusión con el Partido Social Liberal en el nuevo partido Unión Brasil.

## Resultados electorales

### Elecciones presidenciales
|  | 0,9 % |

|  | 54,3 % |

|  | 53,1 % |

|  | 23,2 % |

|  | 38,7 % |

|  | 41,6 % |

|  | 39,2 % |

|  | 32,6 % |

|  | 44,0 % |

|  | 33,6 % |

|  | 48,4 % |

|  | 4,76 % |

### Elecciones parlamentarias
|  | 17,7 % |

|  | 12,4 % |

|  | 12,9 % |

|  | 17,3 % |

|  | 13,4 % |

|  | 10,9 % |

|  | 7,6 % |

|  | 4,2 % |

|  | 4,7 % |